# Yare (socken i Kina, lat 29,52, long 84,08)
Yare (kinesiska: 亚热, 亚热乡) är en socken i Kina. Den ligger i den autonoma regionen Tibet, i den sydvästra delen av landet, omkring 680 kilometer väster om regionhuvudstaden Lhasa.
Genomsnittlig årsnederbörd är 571 millimeter. Den regnigaste månaden är augusti, med i genomsnitt 122 mm nederbörd, och den torraste är november, med 6 mm nederbörd.